# Cotonet
El cotonet (Planococcus citri) és una espècie d'hemípter pseudocòccid de distribució cosmopolita que pot esdevindre en plaga de cítrics i d'altres ornamentals i conreus.

## Etimologia
- Planococcus: prové de les paraules gregues planus (mòbil, amb capacitat de moure's) i coccus (llavor).[3]
- citri: mot derivat del llatí citrus,[4] en referència a les espècies de les quals es nodreix.

## Història
És el pseudocòccid més cosmopolita conegut. Està citat en més de 87 països pertanyents a tots els continents, per la qual cosa resulta difícil establir la seua regió d'origen. Es troba en totes les regions tropicals i subtropicals, mentre que en climes més freds només es troba en hivernacles.
A Espanya aquesta espècie es troba citada des d'almenys 1928, quan Gómez-Clemente la cita a propòsit de la introducció a Espanya d'un coccinèl·lid depredador, Cryptolaemus montrouzieri. Algun autor opina que encara sent desconegut el seu origen, se sospita que poguera ser l'Extrem Orient, d'on va passar al nord d'Àfrica en el segle vi, quan els àrabs van introduir el taronger en aquesta regió, o bé va ser portat pels navegants portuguesos deu segles després en importar plantes de cítrics d'aquella procedència.

## Descripció
La femella adulta és mòbil i ovalada (2,5 a 5 mm de longitud i de 2 a 3 mm d'amplària) fortament convexa en el dors, presentant en ell la segmentació ben marcada. Està coberta per una secreció de cera blanca en forma de pols farinosa que deixa percebre la segmentació del cos. Presenten 18 parells de filaments cerosos relativament curts al llarg de la vora del cos. L'últim parell de filaments, situats en les plaques anals, és lleugerament més llarg que la resta (mai més llargs que el 20% del cos). Aquest detall serveix per a diferenciar-lo d'uns altres pseudocòccids en els quals els filaments anals són molt més llargs. Sense la coberta cerosa, el cos és de color groc a rosa pàl·lid, atès que en produeixen poca es pot apreciar el seu color al través. Sol observar-se una ratlla longitudinal més fosca al llarg del cos.
El mascle adult és completament diferent a les femelles, és alat, de xicoteta grandària (1 mm de llarg per 0,2 mm d'ample) i de vida curta (1-7 dies). De color variable entre groc clar i marró rogenc amb les antenes i les potes més clares. Els ocels i ulls són negres. En el tòrax s'insereixen dues ales hialines recobertes per pèls negres, més llargs per la vora. En repòs es col·loquen horitzontalment sobre el dors i són més llargues que el cos. Una vegada emergeix de la càpsula cerosa, el seu únic objectiu és fecundar a les femelles. Les localitza gràcies a la feromona sexual que emeten (2,2-dimetil-3-isopropenilciclobutanometanol). La seua recerca només es dona durant les primeres hores del dia, arribant a recórrer més de 183 metres.
Els ous són de color groc pàl·lid, llisos, brillants i el·líptics, de 0,30 mm de llargària. Es troben units els uns amb els altres per filaments cerosos molt fins que formen una massa d'aspecte cotonós anomenada ooteca, la funció de la qual és protegir els ous dels enemics naturals i la dessecació. Cada femella pon una única ooteca, la qual conté 100-150, a continuació mor.
Només eixir de l'ou són de color groc rosat pàl·lid, enfosquint-se amb el temps, amb forma ovalada allargada lleugerament més estretes en la part anterior que en la posterior. L'ou i la nimfa del primer estadi dels mascles són iguals que els de les femelles. Aquestes nimfes són molt actives en la seua cerca de nous llocs per a alimentar-se i són capaces de recórrer una distància considerable damunt de la planta. Les nimfes mascle se subjecten a la planta, mentre que les femelles romanen mòbils durant tot el seu desenvolupament. En el segon estadi larval ambdós sexes són molt pareguts, excepte que el color del mascle és més marró fosc que la femella i els filaments ceris estan més solts i amb aspecte cotonós. Cap al final d'aquest estadi la nimfa mascle produeix una càpsula cerosa, dins de la qual es produiran una segona, tercera i quarta muda. La prenimfa mascle és de color marró rosaci pàl·lid, amb les ales encara no desenvolupades. La nimfa mascle és de color marró groguenc pàl·lid, amb les ales i potes ja desenvolupades pàl·lides i translúcides. El tercer estadi de la femella és molt similar a la fase adulta però més xicoteta. Les nimfes es fixen en zones resguardades dels fruits com el calze, el melic de les taronges del grup nàvel o entre fruits en contacte.

## Biologia

### Cicle biològic
Després de l'eclosió dels ous, el desenvolupament dels mascles i les femelles és idèntic durant els dos primers estadis larvals, divergint a partir d'aqueix moment. Les femelles completen un estadi larval més, abans d'arribar a l'estat adult. Com a femelles neotèniques, les femelles adultes tenen un aspecte semblant al de les larves. Abans de cada muda, les larves deixen d'alimentar-se durant el període en què l'aparell bucal no està funcional. Durant l'estat adult solen migrar a les branques.
Els mascles deixen d'alimentar-se al final del segon estadi de desenvolupament, moment en què segreguen una càpsula cerosa, a l'interior de la qual romandran fins a completar el seu desenvolupament. Durant aquest període passen per dos estadis més. Després de la seua emergència, els mascles romanen durant dos o tres dies dins de la càpsula, temps necessari perquè es formen els apèndixs anals i es complete la esclerotització del tegument. A diferència de les femelles, el mascle no s'alimenta, ja que el seu aparell bucal no és funcional.
Les femelles, una vegada fecundades, no tornen a acoblar-se amb els mascles. Generalment moren després de la posta. Tant la posta com l'eclosió són escalonades.
El nombre de generacions anuals varia segons autors i països, des de 2 o 3 generacions fins a 6 o 7 generacions anuals, als camps de cítrics del País Valencià concretament 5 generacions anuals. Completant el cicle cada sis setmanes durant l'estiu. Des de maig fins a juliol les nimfes es resguarden majoritàriament sota el calze i a partir d'agost envaeixen la resta del fruit. A finals de juny i juliol les femelles migren a les rames per a coincidir amb el vol dels mascles. En les taronges del grup nàvel se solen resguardar en el melic, és per aquesta raó les varietats pertanyents a aquest grup són més susceptibles.
La proporció relativa de sexes sol ser variable segons les èpoques. S'ha observat que la humitat relativa de l'aire tenia certa influència en la proporció de sexes. Així, amb aire sec la proporció de mascles és menor que amb aire humit, per això durant els mesos d'hivern les proporcions de mascles són baixes (20-40%). Encara en el cas de percentatges o moments desequilibrats entre mascles i femelles no hi ha problemes de fecundació, ja que un mascle pot fecundar a 9 femelles, amb un màxim de 23. Així mateix, en ser una espècie que presenta diverses generacions escalonades, aquest desfasament en l'aparició dels mascles té un valor relatiu quant a la fecundació de les femelles.

### Alimentació
Presenta un aparell bucal transformat, al qual les mandíbules i les maxil·les estan modificades en una espècie d'agulla comprimida i fina, constituïda per quatre estilets juxtaposats, embolicats pel rostre, de forma cònica. Aquests estilets els insereix en la planta per alimentant-se del floema. El parell d'estilets maxil·lars delimiten el canal salivar, a través del qual la saliva és injectada en la planta, i el canal alimentari, a través del qual és absorbida la saba. Les mandíbules són els principals òrgans perforadors i les maxil·les s'introdueixen a continuació en la picada. Els quatre estilets funcionen com una estructura d'una sola peça. La saba és introduïda en l'insecte gràcies a l'acció d'una bomba muscular. La introducció dels estilets està acompanyada per la injecció de saliva, que conté aminoàcids lliures, enzims hidrolítics i enzims oxidatius.
És una espècie molt polífaga, alimentant-se de multitud d'espècies vegetals pertanyents a famílies botàniques molt diferents entre si. S'ha citat sobre més de 180 espècies vegetals, pertanyents a 68 famílies botàniques. Es nodreix tant d'arbres com d'arbustos, de plantes anuals o perennes. Malgrat ser tan polífag, es considera plaga només en alguns cultius com ara en cítrics, vinya, café, cacau, figuera, mangraner, mango, macadàmia, maracujà i en hivernacle en plantes tropicals i ornamentals. Tant a l'Estat espanyol com als nostres territoris pot arribar a ser una plaga important en cítrics i vinya.

### Fecunditat
La fecunditat de les femelles depèn de les condicions ambientals, de les condicions de l'hoste i de la densitat de població. A l'hivern el nombre d'ous postos per femella és molt menut. Existeix gran variabilitat en el nombre d'ous per ooteca, i també al llarg de l'any, sent des de juny fins a octubre els mesos en què el nombre d'ous és màxim. Així mateix, l'oviposició s'allarga a baixes temperatures (20-30 dies i més a l'hivern) i s'escurça a altes temperatures (3-11 dies a l'estiu). En vinya, la posta és menor en tiges que en fulles, i aquest menor que en fruits. Aparentment no es poden desenvolupar generacions successives sobre fulles i tiges de cítrics solament, ja que en colònies desenvolupades sobre plàntules de cítrics la posta era molt baixa (menys de 100 ous per femella). La superpoblació afavoreix una oviposició més primerenca i escassa.

### Dinàmica poblacional
La dinàmica poblacional del cotonet està molt relacionada amb la fenologia dels cítrics. Quan no hi ha fruits en l'arbre, aquest hemípter es troba dispers per l'arbre i l'escorça de les rames i tronc, i la seua població és difícil de detectar. Quan es produeix el quallat dels fruits, la població es concentra en aquests fruits i les successives generacions se succeeixen sobre aquest. Les formes hivernants (fonamentalment larves joves) emigren cap als nous brots tendres. Aquestes larves aconsegueixen la seua maduresa coincidint amb el període de màxima floració. Algunes femelles adultes emigren llavors al tronc i branques per a fer la posta. Quan el fruit està quallat s'hi produeix una concentració de la població, ja que els individus de la primera generació emigren activament cap a aquests, establint-se en àrees de recer. Les següents generacions es desenvolupen ràpidament en el fruit, en resposta a les altes temperatures i la millora de la qualitat de l'aliment, s'incrementa la seua fecunditat. S'observen elevades poblacions especialment en les zones de contacte entre fruits. També durant l'estiu es produeix una migració de femelles adultes al tronc i rames per a la posta. Finalment, arribat una altra vegada l'hivern, els individus es dispersen de nou per tot l'arbre. La seua evolució anual depén de la temperatura i requereix un nombre de 562 ± 12 graus dia per damunt d'una temperatura llindar (8,3° C) per a completar una generació.

## Agents abiòtics
La temperatura és el factor que més influeix en el desenvolupament del cotonet, ja que és un organisme peciloterm, en els quals la temperatura del cos fluctua amb la temperatura ambiental. En termes generals, les altes temperatures solen ser desfavorables a la supervivència. Així, en temperatures pròximes a 25-26° C amb humitats baixes són desfavorables al desenvolupament de les larves, considerant com a temperatura letal a partir de 35° C. Encara que no existeix un òptim tèrmic ben delimitat, es podria considerar com a temperatura òptima per a la major fecunditat entre 18° C i 20° C. Les pluges durant l'hivern produeix una gran mortalitat.
Les explosions de població durant l'estiu es veuen afavorides per humitats relatives elevades a finals de primavera i principis d'estiu. La humitat té un paper important en el desenvolupament d'aquesta espècie, ja que les nimfes moren ràpidament en atmosfera seca.
La llum influeix en el comportament d'aquesta espècie, constitueix un factor de distribució espacial. Tots els estats mostren fototropisme negatiu molt accentuat, excepte les femelles durant l'oviposició, que no són sensibles a estímuls externs. Aquest fototropisme negatiu és molt pronunciat en condicions de molta il·luminació i poc important en condicions de semifoscor. Aquesta característica podria condicionar l'activitat diürna de l'insecte. A l'alba o la vesprada, les larves i femelles joves es mourien actives sobre la planta, mentre que durant el dia s'amagarien en recers.

## Símptomes i danys
Com que el cotonet és un insecte xuplador els danys directes ocasionats per la seua manera de nutrició. La inserció dels estilets juntament amb la injecció de saliva pot originar l'aparició de taques cloròtiques, descoloracions i hipertròfies en l'escorça del fruit. Densitats poblacionals molt elevades poden provocar reduccions significatives en la producció, per una disminució del pes, del diàmetre i de l'escorça del fruit. Tanmateix, no s'han evidenciat efectes negatius pel que fa als paràmetres de maduració interna referents al total de sòlids solubles, a l'acidesa total i a l'índex de maduració. Encara que una sobrepoblació pot afavorir el pixat o clivellat, no augmenta la caiguda primerenca dels fruits acabats de quallar durant la caiguda fisiològica de juny típica dels cítrics.
Donat que s'alimenta del floema excreta una gran quantitat de mel de melada, damunt de la qual es desenvolupen un aplec de fongs anomenat negreta, depreciant la comercialització dels fruits. La mel de melada pot reduir la taxa fotosintètica i la taxa respiratòria a través de l'augment de la resistència estomàtica. La senescència de les fulles i la degradació de la clorofil·la també poden ser afectades.
La secreció de mel de melada i la consegüent negreta serveixen de recer per a les barrenetes (Ectomyelois ceratoniae i Cryptoblabes gnidiella). Els danys produïts per aquests lepidòpters es tradueixen en el consum de teixits de l'exo i l'endocarpi dels fruits, donant lloc a l'exsudació de goma (gomosi). La penetració de les erugues en el fruit acompanyades per les infeccions secundàries, com ara virosis, així afavorides indueix alteracions en la fisiologia del fruit, com ara la descoloració del fruit, acompanyada generalment per l'abscisió prematura del mateix o momificació. També altres plagues, com ara diaspídids i àcars, es refugien sota la negreta, fent més difícil el seu control.
La presència de l'insecte, més mel de melada i negreta, devalua el fruit a nivell comercial.

## Mesures agronòmiques

### Mostreig i llindar d'intervenció
Si es respecten les poblacions d'enemics naturals i s'evita la pujada de les formigues als arbres no hauria de ser necessari intervindre. En el cas que siga necessari disminuir les poblacions de manera ràpida i es requerisca realitzar un tractament, hi ha dos tipus de mostrejos, un més proteccionista respecte a la fauna auxiliar i un altre menys conservador amb aquesta, per tant tot dependrà del tipus de control biològic que es vulga fer:
- Mostreig de 50 fruites a l'atzar per parcel·la a partir del juliol. Llindar de tractament: presència en el 50% dels fruits.[10]
- Mostreig de 130 fruits a l'atzar de més de 50 arbres a l'agost i setembre. Llindar de tractament: presència en el 20% dels fruits de N3 (tercer estadi nimfal) i femelles.[8][6]

### Mètodes de control

#### Control biològic
Segons diversos autors, a l'Estat espanyol existeix un complex d'enemics naturals del cotonet que realitzen un control natural d'aquest. Se citen com els parasitoides autòctons més important els himenòpters encírtids Leptomastidea abnormis i Anagyrus pseudococci. Altres enemics naturals que formen part del complex parasitari són diverses espècies de coccinèl·lids (Cryptolaemus montrouzieri), diverses espècies de hemeròbids (com Sympherobius conspersus), crisòpids (com Chrysopa carnea) i dípters (com Leucopis griseola). El control biològic del cotonet ha sigut objecte de nombroses publicacions en la majoria de països citrícoles, degut sobretot a les nombroses experiències realitzades en relació amb la multiplicació massiva i alliberament del depredador C. montrouzieri i els parasitoides Leptomastix dactylopii i A. pseudococci.
- Parasitoides: els principals són els encírtids A. pseudococci i L. dactylopii. El primer és un endoparasitoide solitari nadiu del Mediterrani que parasita preferiblement a les femelles joves (sense ous), mentre que L. dactylopii és un endoparasitoide solitari introduït des del Brasil que parasita preferiblement a les femelles que ja han fet la posta. Altres parasitoides del cotonet menys efectius però també comuns són Coccidoxenoides peregrina i Leptomastidea abnormis que parasiten a les nimfes de primer i segon estadi respectivament.[8]
- Depredadors: el principal depredador és el coccinèl·lid Cryptolaemus montrouzieri. Les femelles d'aquest ponen els ous dins l'ooteca del cotonet. En fer eclosió les larves s'alimenten dels ous i nimfes del cotonet. Les larves es pareixen als adults del cotonet perquè estan recobertes per filaments blancs, no obstant això, es poden diferenciar perquè els filaments són molt més llargs i a més els seus moviments són molt més ràpids i àgils. Aquest coccinèl·lid és originari d'Austràlia. A l'Estat es realitzen cries i soltes massives a la primavera perquè no tolera les temperatures hivernals del Mediterrani. A més de ser molt sensible als tractaments fitosanitaris.[8][6]

#### Control cultural
És molt important evitar la presència de formigues en aquelles parcel·les on la sobrepoblació de cotonet siga habitual. Per a evitar la seua presència en els arbres es deurà:
1. Determinar la presència de formigues en la base dels troncs a finals d'abril.
2. En aquells arbres on l'activitat siga alta, podar la base de la falda dels arbres per a evitar que les branques toquen el sòl i evitar que les herbes aconseguisquen la base dels arbres, d'aquesta forma les formigues només poden pujar pel tronc.
3. Envoltar els troncs amb algun material enganxós que evite la pujada de les formigues a través del tronc.
4. El material enganxós pot resultar fitotòxic per als arbres, especialment si són joves i estan exposats al sol, per això es recomana envoltar uns 20-30 cm del tronc amb cinta i posteriorment aplicar el material enganxós sobre la cinta en lloc de sobre el tronc.
5. El material utilitzat ha de durar des de maig fins a l'octubre, per la qual cosa haurà de comprovar-se regularment la seua eficàcia i renovar-lo en cas que la brutícia haja reduït la seua eficàcia.

Pràctiques culturals com mantindre els arbres ben airejats mitjançant podes i la utilització de marcs de plantació adequats dificulten la proliferació d'aquest insecte. Cal evitar l'ús d'insecticides tòxics per a C. mountrouzieri i A. pseudococci si es vol fer solta.

#### Control químic
En cas d'haver de realitzar tractament fitosanitari, la matèries actives recomanades són les següents:
| Mode d'acció                      | Matèria activa  | Termini de seguretat |
| --------------------------------- | --------------- | -------------------- |
| Inhibidor de la síntesi de lípids | Spirotetramat   | 14                   |
| Físic, asfixia                    | Oli de parafina | -                    |

Com a alternativa per al seu control, així com l'aplicació de sabó potàssic per a reduir la incidència dels danys indirectes.

## Galeria

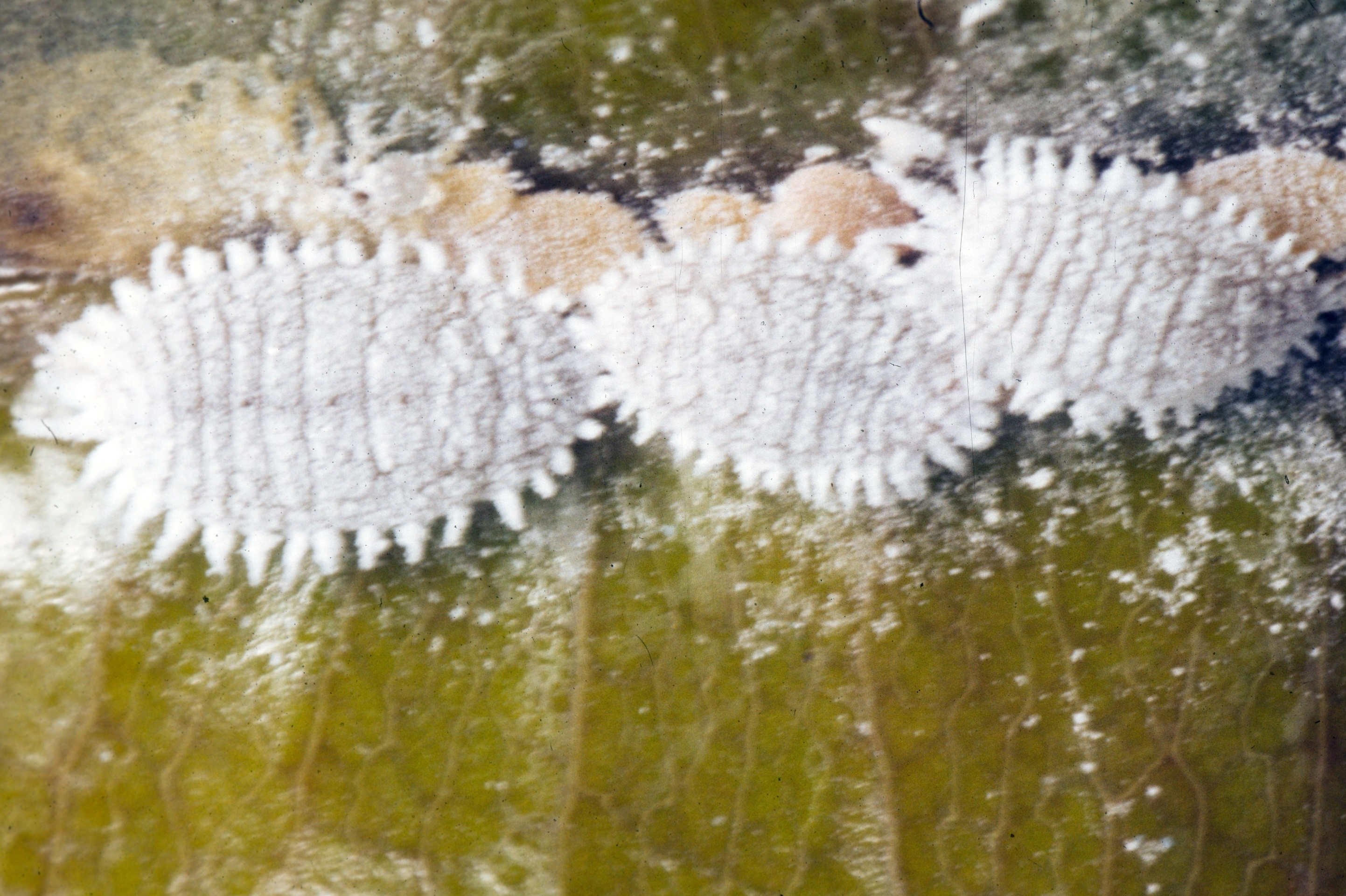
Colònia amb femelles i nimfes.
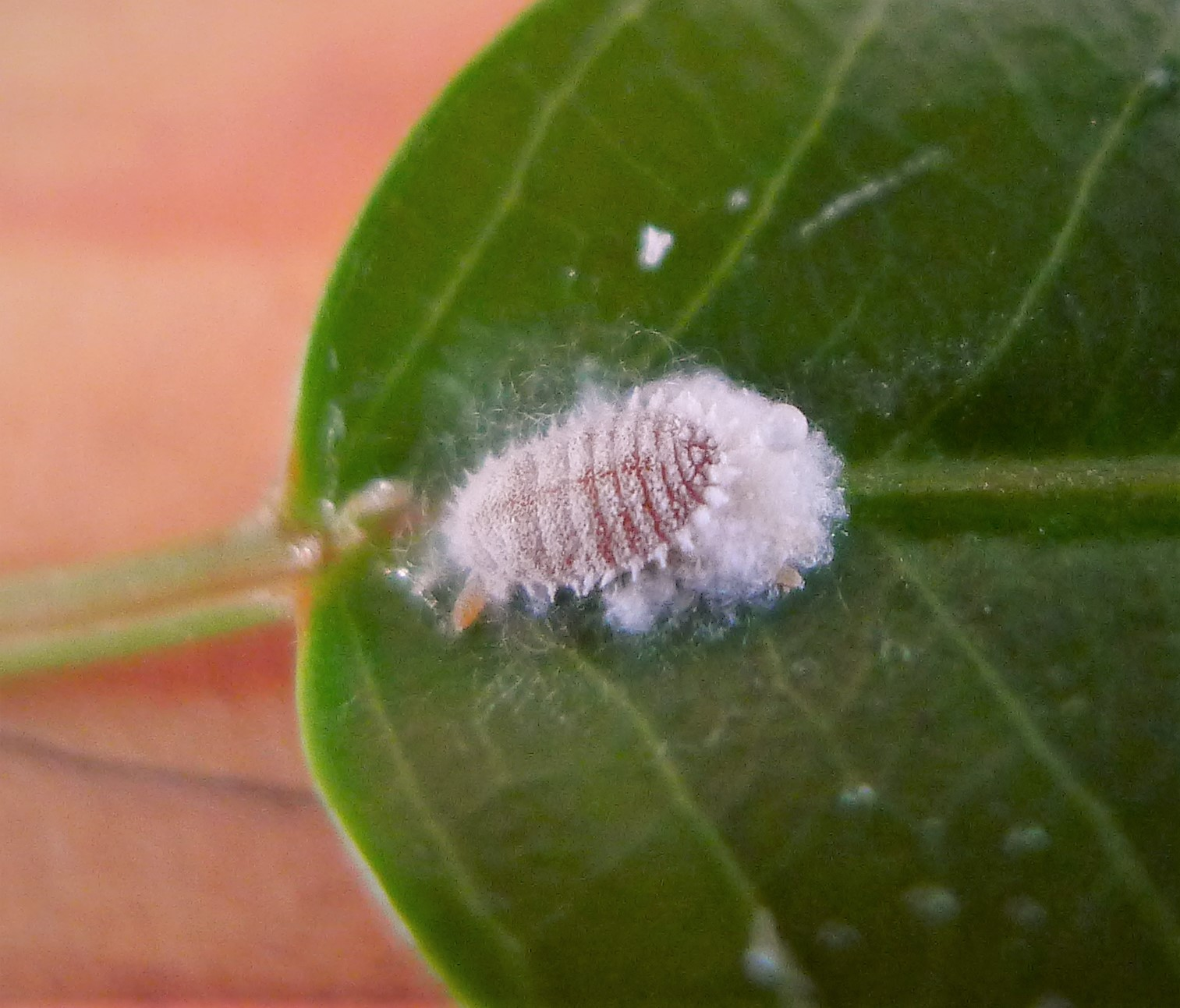
Femella ponent una ooteca.
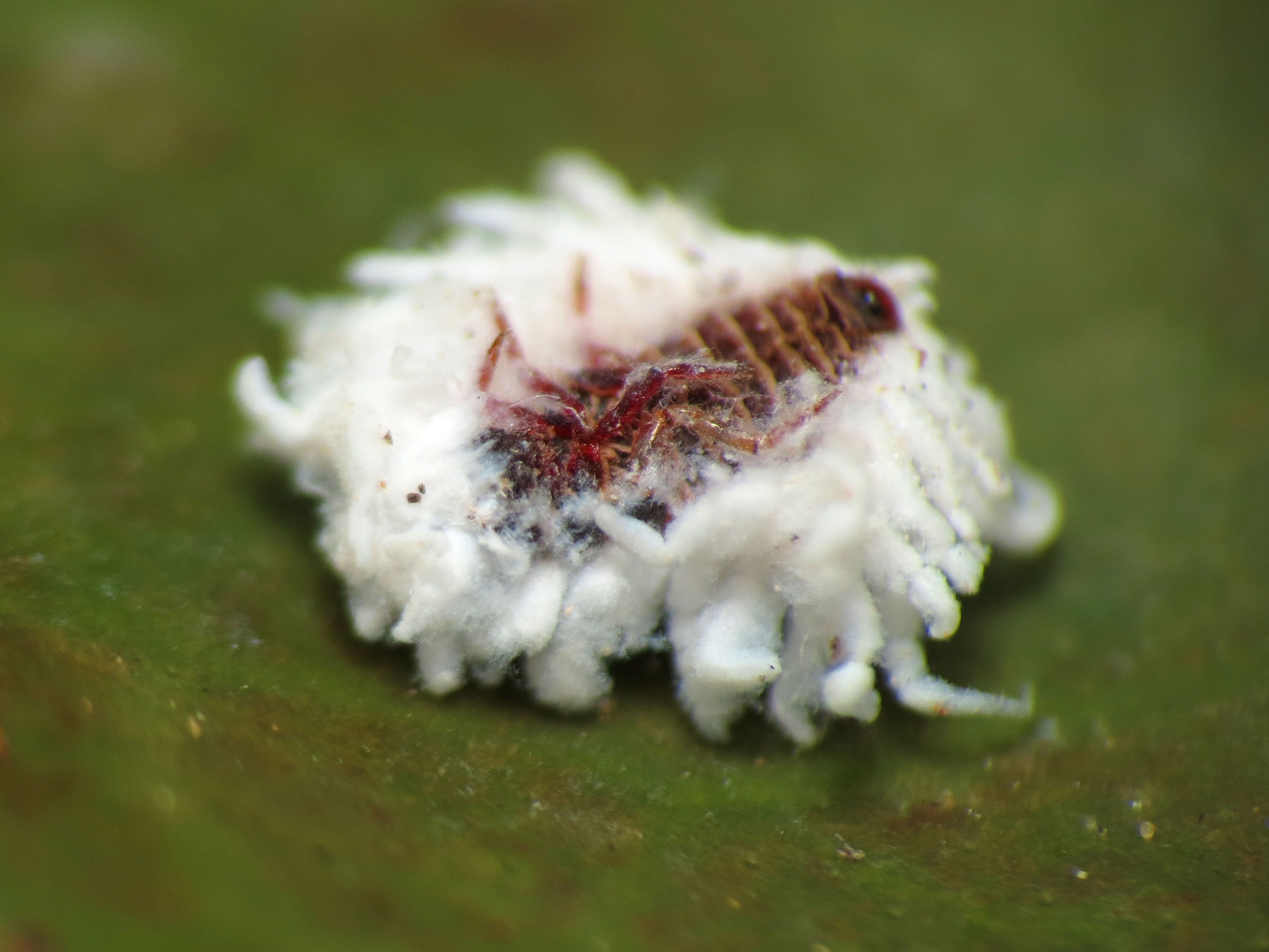
Femella cap per avall.
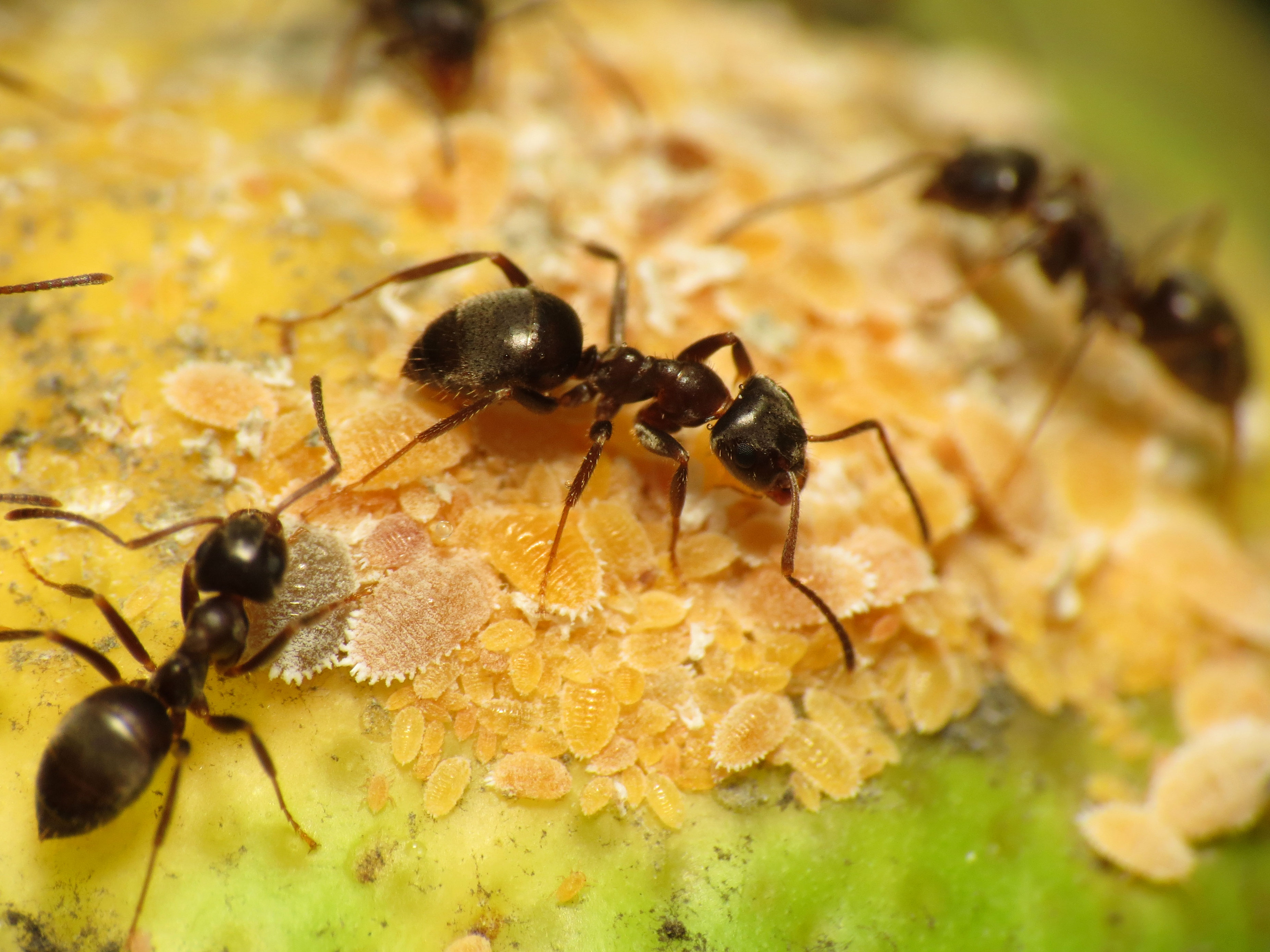
Formigues negres (Lasius niger) cuidant d'una colònia de cotonets.
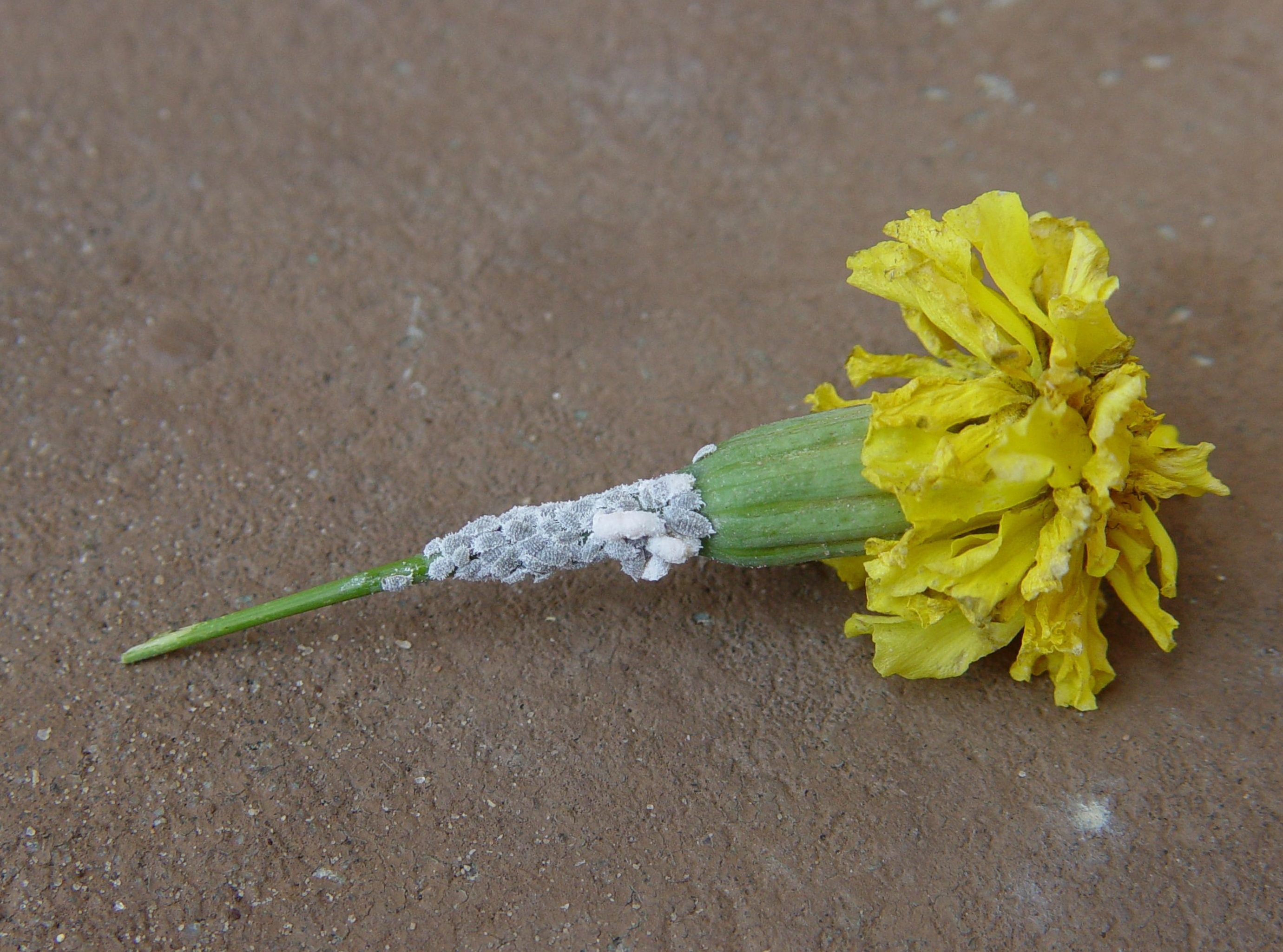
Colònia sobre clavell de moro.
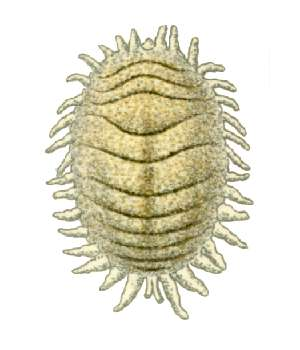
Dibuix d'una femella.
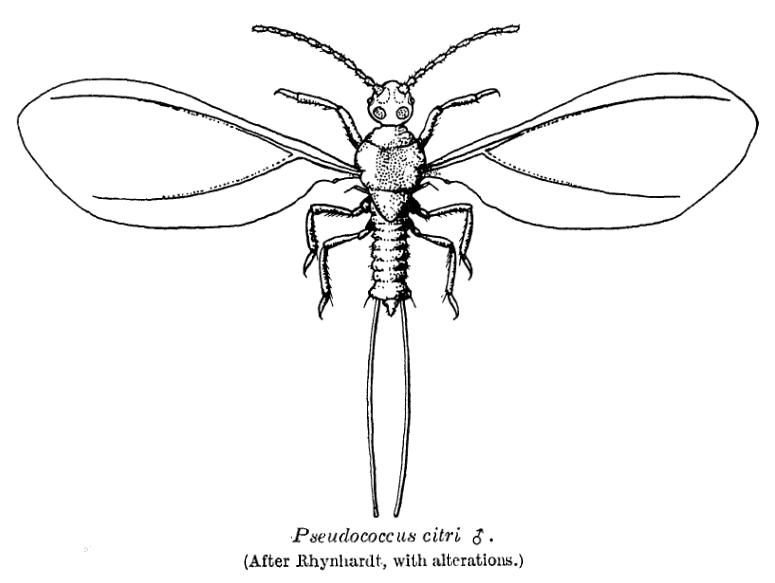
Dibuix d'un mascle.